# Верблюдицы (астеризм)
Верблюдицы (араб. العوائذ‎, англ. alʽawaʼid, рус. Альаваид) — арабский астеризм в созвездии Дракона, описанный древними арабскими кочевыми племенами. Астеризм был истолкован как кольцо матерей-верблюдиц: Бета Дракона (Растабан), Гамма Дракона (Этамин), Ню Дракона (Кума) и Кси Дракона (Грумиум) — окружающий верблюжонка (слабую звезду Аль Рубу). Мю Дракона (Арракис) бежит, чтобы присоединиться к ним.
Арабы видели созвездие Дракон, не так как мы видим его сейчас. Верблюдицы-матери защищали своих верблюжат от нападения двух волков или шакалов — Дзета Дракона (Алдибах) и Эта Дракона (Альдибаин). Слабая пара Омега Дракона и 27 Дракона была известна как «волчьи когти» (الأظفار الذئب al-ʼaẓfār al-dhiʼb).